# Parvoscincus aurorus
Espèce
Parvoscincus aurorus est une espèce de sauriens de la famille des Scincidae.

## Répartition
Cette espèce est endémique de Luçon aux Philippines. Elle se rencontre à Maria Aurora et à San Luis dans la province d'Aurora.

## Description
Parvoscincus aurorus mesure de 39,5 à 46,6 mm.

## Étymologie
Son nom d'espèce lui a été donné en référence au lieu de sa découverte, la province d'Aurora.

## Publication originale
Linkem & Brown, 2013 : Systematic revision of the Parvoscincus decipiens (Boulenger, 1894) complex of Philippine forest skinks (Squamata: Scincidae: Lygosominae) with descriptions of seven new species. Zootaxa, no 3700 (4), p. 501–533.